# Alberto Ascoli
Alberto Ascoli (* 15. August 1877 in Triest; † 28. September 1957 in Mailand) war ein italienischer Serologe, Hygieniker und physiologischer Chemiker. 

## Leben
Ascoli studierte in Wien, Marburg an der Lahn und Pavia. Der Doktor der Medizin wurde ihm 1901 in Wien und 1902 in Pavia verliehen. Er verbrachte einige Zeit als Assistent am Institut für Geburtshilfe. Er war dann stellvertretender Direktor des Serotherapeutischen Instituts in Mailand.
Ascoli entdeckte bereits während seiner Studienzeit im Jahr 1900 im Physiologischen Institut in Marburg die Nukleinbase Uracil. Dies ist die fünfte der sogenannten primären Nukleinbasen – neben Adenin, Guanin, Thymin und Cytosin – die in später für die Genetik und Biotechnologie so bedeutungsvoll geworden sind. Die  Entdeckung des Uracils wurde maßgeblich gefördert durch den Institutsdirektor und späteren Nobelpreisträger Albrecht Kossel, der ihm – wie aus der Danksagung Ascolis am Ende der Veröffentlichung hervorgeht – intensiv beraten hat.
Die Ascoli-Reaktion dient zum Nachweis von Milzbrand durch Thermopräzipitation, das heißt, anhand der prompten ringförmigen Trübung bei Überschichten eines Filtrats aus aufgekochten Gewebspartikeln mit dem spezifisch präzipitierenden diagnostischen Serum.
Ascoli wurde 1954 mit einem Antonio-Feltrinelli-Preis ausgezeichnet.

## Werke
- Ueber ein neues Spaltungsproduct des Hefenucleins. Zeitschrift für Physiologische Chemie 1900, 31:161-164[1]
- Über die Reinzüchtung des Bangschen Bacillus  in Medical Microbiology and Immunology; Dezember 1913
- Die Anachorese: Ein biologischer Vorgang
- Die Praezipitindiagnose bei Milzbrand.; 1911
- Grundriss der Serologie; 2. Auflage; Wien, 1915